# Bucyrus-Erie 120-B
Der Bucyrus-Erie 120-B ist ein großer Seilbagger mit Kettenfahrwerk, der vom US-amerikanischen Maschinenbauunternehmen Bucyrus-Erie zwischen 1925 und 1951 hergestellt wurde und im Tagebau oder auf größeren Erdbaustellen zum Einsatz kam. Je nach Ausführung wurde er elektrisch oder mit Dampf angetrieben und war mit einem Hochlöffel oder einer Schleppschaufel ausgestattet. Insgesamt wog der 120-B etwa 153 Tonnen und hatte (bei Elektroantrieb) eine Leistung von 184 kW (250 PS).

## Geschichte
Um wettbewerbsfähig zu bleiben, waren US-amerikanische Bergbauunternehmen zu Beginn der 1920er Jahre gezwungen, die Mechanisierung beim Abbau von Rohstoffen zu erhöhen und damit die Kosten zu senken. Bucyrus-Erie erkannte dies frühzeitig und entwickelte die bisher eingesetzten Railroad-Shovels weiter. Diese Hochlöffelbagger auf Schienen waren zwar robust und verrichteten seit vielen Jahren zuverlässig ihren Dienst, aber ihre Beweglichkeit war eingeschränkt. Konstruktionsbedingt ermöglichten diese Bagger lediglich einen Schwenkradius von 180°. Der Seilbagger 120-B war dagegen voll drehbar und hatte in etwa die gleiche Größe und das gleiche Gewicht wie die bisher eingesetzten Railroad-Shovels. Als vorteilhaft erwies sich zudem die aufwendige Stahlguss-Konstruktion aus hochlegiertem Stahl. Kostenintensive Nachnietarbeiten, wie sie bisher bei den Railroad-Shovels regelmäßig notwendig waren, entfielen dadurch.
Bucyrus-Erie verkaufte den 120-B in den darauffolgenden Jahrzehnten sowohl im In- als auch im Ausland. Insbesondere in der Sowjetunion stieß der Seilbagger auf großes Interesse. Dort war man auf der Suche nach einem zuverlässigen und ausgereiften Bagger, um eine langwierige Eigenentwicklung zu umgehen. Nach dem Zweiten Weltkrieg wurden daher einige dieser Maschinen im sog. Reverse-Engineering-Verfahren von Uralmasch komplett zerlegt, untersucht und anschließend aus den gewonnenen Erkenntnissen Konstruktionspläne angefertigt. 1947 begann dann die bis heute andauernde Massenproduktion des Uralmasch EKG. Bei Bucyrus-Erie war dagegen 1951 Schluss. Nach etwa 330 produzierten Exemplaren beendete das Unternehmen schließlich die Herstellung des 120-B und stellte auf moderner konzipierte Bagger um.